# 路易丝·尤塔

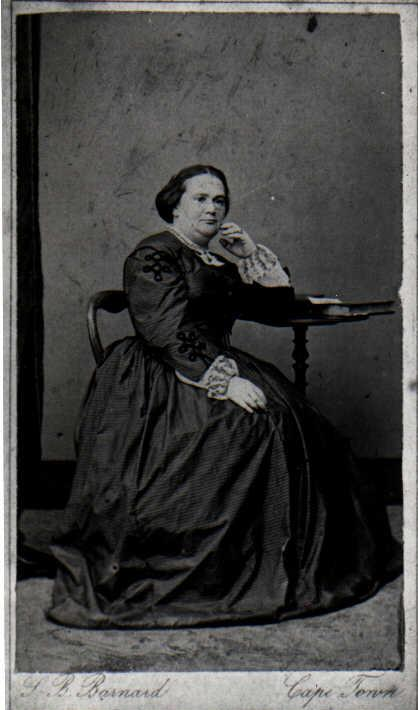
1863年的路易丝·尤塔

路易丝·尤塔（德語：Louise Juta；1821年11月14日—1893年7月3日），本名路易丝·马克思（Louise Marx），是一名书商，也是共产主义哲学家卡尔·马克思的妹妹。1853年6月5日，她和荷兰人扬·卡雷尔·尤塔在特里尔结婚。婚后，夫妇俩立即移居开普殖民地，在开普敦从事图书销售生意。她和丈夫生有7个孩子，包括后来成为开普殖民地议会议长的亨利·尤塔。1893年，她在开普殖民地隆德博斯去世，享年71岁。